# Henriette Hanck
Marie Kirstine Henriette Hanck (født 19. juli 1807 i Odense, død 19. juni 1846 i København) var en dansk forfatterinde og lærerinde. Af venner blev hun kaldt Jette.
Hun havde et svagt helbred og voksede, på grund af en skæv ryg, aldrig helt ud og levede ugift i sit barndomshjem frem til 1841, hvor hun og moderen (efter faderens død) flyttede fra Odense til København. I barndomshjemmet skrev hun digte, der blev trykte i lokalavisen, og den første af sine to bøger: "Tante Anna. En Efteraarsskizze" (1838). Året efter flytningen kom så "En Skribentindes Datter" (1842) og ved hendes død var manuskriptet til en tredje roman under udarbejdelse. Desværre er denne tredje bogs manuskript ikke bevaret for eftertiden. Det bør også nævnes, at hun selv oversatte bogen "Tante Anna" til tysk. Omkring 100 år efter hendes død udkom et tobindsværk med hendes brevveskling med livsvennen og forfatterkollegaen H.C. Andersen – "H.C. Andersens Brevveksling med Henriette Hanck 1830-1846" (1941-1946).

## Eksterne kilder og henvisninger
- Henriette Hanck i Dansk Kvindebiografisk Leksikon på Lex.dk, tidl. Kvinfo.dk
- Henriette Hanck på Dansk Forfatterleksikon